# پوران ناظمی
پوران ناظمی (زاده ۱۳۴۹) فعال سیاسی، فعال حقوق بشر، نویسنده و شاعر اهل ایران است.

## امضاء بیانیه ۱۴ فعال سیاسی
ناظمی از امضاکنندگان بیانیه ۱۴ فعال سیاسی است. امضاکنندگان این بیانیه با طرح مشکلات اقتصادی، مدنی و سیاسی داخل ایران ضمن انتقاد از وضعیت جاری کشور در زمینه‌های سیاسی، اجتماعی و اقتصادی خواستار اعمال اصلاحات در قانون اساسی کشور، کناره‌گیری سید علی خامنه‌ای، رهبر جمهوری اسلامی از قدرت و گذار از نظام جمهوری اسلامی شدند.

## بازداشت‌ها
وی تاکنون چندین بار زندانی شده است، از جمله در اوایل انقلاب که به‌دلیل توهین به سید روح‌الله خمینی، روانه زندان شده‌بود.

### بازداشت در جریان اعتراضات تابستان ۱۴۰۰
پوران ناظمی، در کنار چند فعال سیاسی دیگر نظیر نرگس محمدی، آرش کیخسروی و رسول بداقی در مقابل وزارت کشور تجمع کرده بودند که موجب بازداشت چند ساعته آنها شد.

### بازداشت در جریان خیزش سراسری ۱۴۰۱
پوران ناظمی در جریان خیزش ۱۴۰۱ ایران در روز چهارشنبه ۲۷ مهرماه با حمله مأموران وزارت اطلاعات به خانه‌اش و بدون ارائه هیچ حکمی بازداشت شده و به سلول انفرادی بند ۲۰۹ زندان اوین منتقل شد.
خواهر وی مهشید ناظمی با انتشار ویدیویی از وخامت حال جسمی این کنشگر مدنی خبر داد. براساس اطلاعاتی که وی ارائه کرده است خواهرش در تماس کوتاهی که با خانواده داشته به سختی قادر به صحبت کردن بوده و گفته است که در زندان از دادن دارو، غذا و حتی آب به او خودداری می‌شود.
همچنین در بهمن ۱۴۰۱، پوران ناظمی به همراه خواهرش پروانه ناظمی، بدون حکم قاضی، در بیمارستان مهرگان کرمان بازداشت شد.